# Pawieł Strokin
Pawieł Aleksiejewicz Strokin (ros. Павел Алексеевич Строкин, ur. 1904 w Iwanowie w guberni włodzimierskiej, zm. 1969 tamże) – funkcjonariusz radzieckich organów bezpieczeństwa, pułkownik, szef Zarządu NKWD obwodu mińskiego (1944-1945).

## Życiorys
Od września 1925 do lutego 1927 słuchacz fakultetu robotniczego przy Moskiewskim Uniwersytecie Państwowym, od kwietnia 1927 do października 1928 w gubernialnym oddziale GPU w Iwanowie, później pomocnik pełnomocnika, pełnomocnik i pełnomocnik operacyjny rejonowego oddziału GPU, od 1930 w WKP(b). Od kwietnia 1931 do marca 1932 kursant Centralnej Szkoły OGPU ZSRR, od marca 1932 do września 1933 szef grupy szkoleniowej Centralnej Szkoły OGPU przy Radzie Komisarzy Ludowych ZSRR, potem zastępca szefa działu kursów, pomocnik szefa Wydziału Kadr, inspektor Pełnomocnego Przedstawicielstwa OGPU przy Radzie Komisarzy Ludowych ZSRR/Zarządu NKWD Baszkirskiej ASRR, od 9 lutego 1936 lejtnant bezpieczeństwa państwowego. Od grudnia 1937 do października 1938 szef Wydziału Kadr NKWD Baszkirskiej ASRR, od października 1938 do 22 kwietnia 1940 szef Wydziału Kadr NKWD Białoruskiej SRR, od 7 czerwca 1939 kapitan bezpieczeństwa państwowego. Od 22 kwietnia 1940 do 7 sierpnia 1941 szef Zarządu NKWD obwodu poleskiego, od grudnia 1941 do stycznia 1943 pomocnik szefa Zarządu NKWD obwodu jarosławskiego, od stycznia do 12 czerwca 1943 szef Wydziału Kadr Zarządu NKWD obwodu jarosławskiego, 11 lutego 1943 mianowany podpułkownikiem, a 16 kwietnia 1943 pułkownikiem. Od stycznia do października 1943 pomocnik szefa Zarządu NKWD obwodu jarosławskiego, od października 1943 do czerwca 1944 ponownie szef Zarządu NKWD obwodu poleskiego. Od listopada 1944 do lutego 1945 szef Zarządu NKWD obwodu mińskiego, od marca 1945 do lutego 1947 zastępca ludowego komisarza/ministra spraw wewnętrznych Mordwińskiej ASRR, od lutego 1947 do kwietnia 1949 zastępca szefa Zarządu Budownictwa nr 865 ds. Poprawczych Obozów Pracy MWD, od kwietnia 1949 do lipca 1952 zastępca szefa Zarządu Budownictwa nr 313 ds. Obozów i Poprawczych Obozów Pracy MWD, od lipca 1952 do września 1954 zastępca szefa Zarządu Budownictwa nr 462 ds. Zagadnień Ogólnych, następnie na emeryturze.

## Odznaczenia
- Order Lenina
- Order Czerwonego Sztandaru
- Order Czerwonej Gwiazdy (15 stycznia 1945)
- Order „Znak Honoru”

I 3 medale.